# ニューアムステルダム劇場
ニューアムステルダム劇場（New Amsterdam Theatre）は、ニューヨーク市のタイムズ・スクエア南端の42番街西214番地に位置する劇場。本劇場は現存する最古のブロードウェイ劇場であり、ディズニー・シアトリカル・プロダクションズが運営されている。

## 歴史
劇場名のニューアムステルダムはオランダ植民地時代のニューヨークの名称。1903年10月26日に開場し、13年から37年までジーグフェルド・フォリーズが上演された後、途中映画館に改装されていたこともあった。その後はネダーランダー・オーガニゼーションによって再開発され、97年からディズニーの劇場に改装。以来ライオン・キング、メリー・ポピンズ、アラジンといったディズニー作品のミュージカル公演が行われています。